# Demografía de Croacia

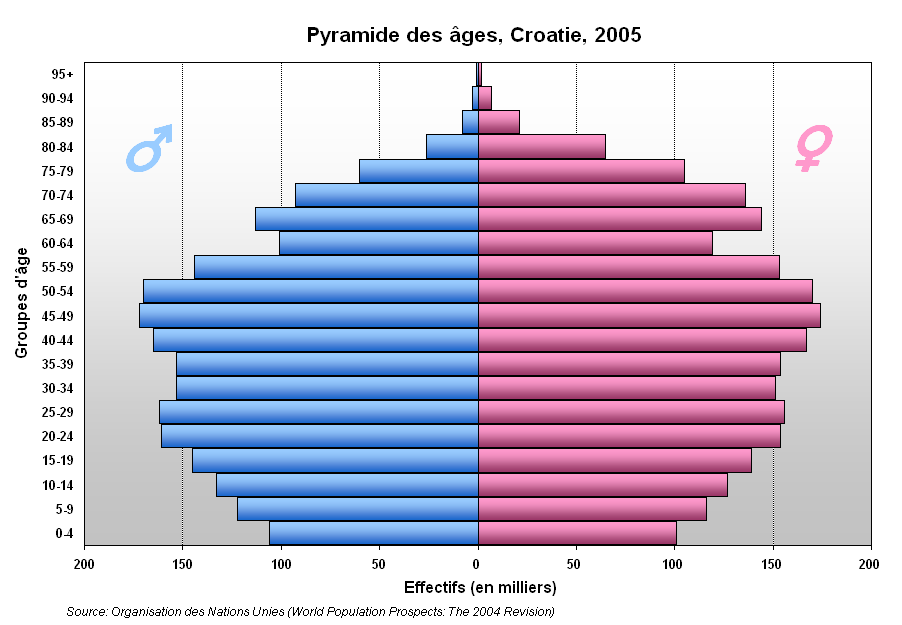
Pirámide poblacional.

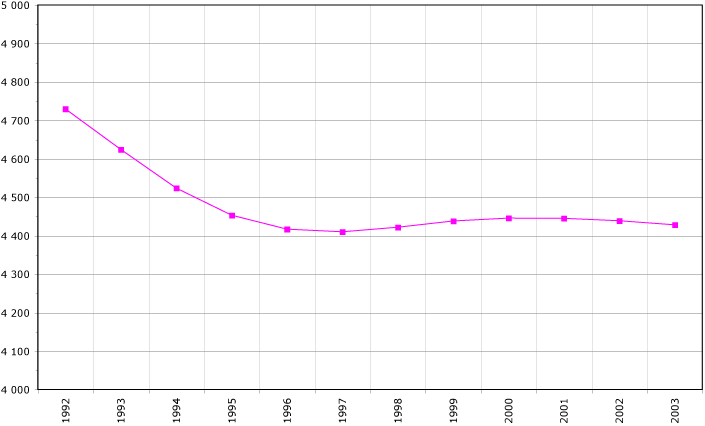
Evolución de la población.

El siguiente artículo describe las características de la demografía de Croacia

## Población
Croacia está habitada mayoritariamente por croatas, que suponen cerca de 4 millones de personas. Durante las últimas tres décadas, tras la disolución de la República Federativa Socialista de Yugoslavia, el país ha sufrido un descenso progresivo en el número de habitantes, principalmente ligado a la disminución de la natalidad.

### Migración
La diáspora croata es muy significante, mas es menester mencionar las grandes colonias de croatas asentadas en otras naciones, como las numerosas existentes en América del Norte, América del Sur, Suecia, Alemania, Australia, Austria y, en menor número, en otros países europeos como República Checa y Noruega.

## Etnicidad

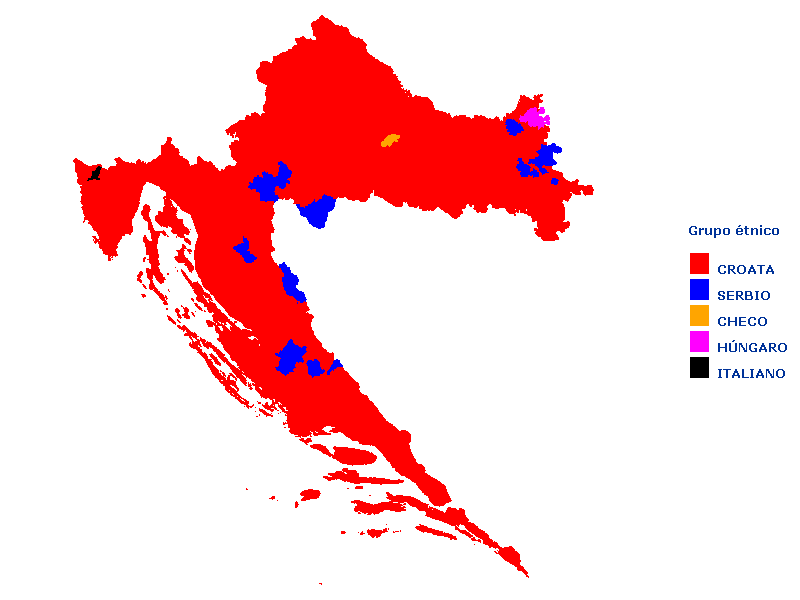
Grupos étnicos en Croacia.

En 2008, Croacia tiene una población de 4.453.500 habitantes. La esperanza de vida es de 74,9 años. El 98,5% de la población está alfabetizada. El promedio de hijos por mujer es de tan solo 1,41 lo cual está provocando que su población se reduzca un 0,03% cada año. 
Croacia está habitada mayoritariamente por croatas, que suponen alrededor de 4 millones de habitantes. La diáspora croata es muy significativa, hay que mencionar las grandes colonias de croatas asentadas en otras naciones, como las numerosas existentes en Estados Unidos, Alemania, Suiza, Argentina, Serbia, Australia (Melbourne es, después de Zagreb, la ciudad del mundo con mayor población de origen croata), Canadá y Suecia.
Durante la segunda mitad del siglo XIX y las primeras décadas del siglo XX se vivió una continua emigración de habitantes croatas hacia países como Australia, Estados Unidos y Chile. De hecho, en Estados Unidos la colonia croata cuenta con 400.000 habitantes (asentada, sobre todo, en Nueva York y la región de los Grandes Lagos), y en Chile unos 380.000 descendientes.
La composición étnica es la siguiente:
- Europeos: 99,9% (Croatas 90% + otros europeos 10% (existen 20 minorías reconocidas, siendo las más numerosas los serbios, seguidos de los bosnios, italianos, eslovenos y húngaros)
- Otros: 0,1%

### Idioma

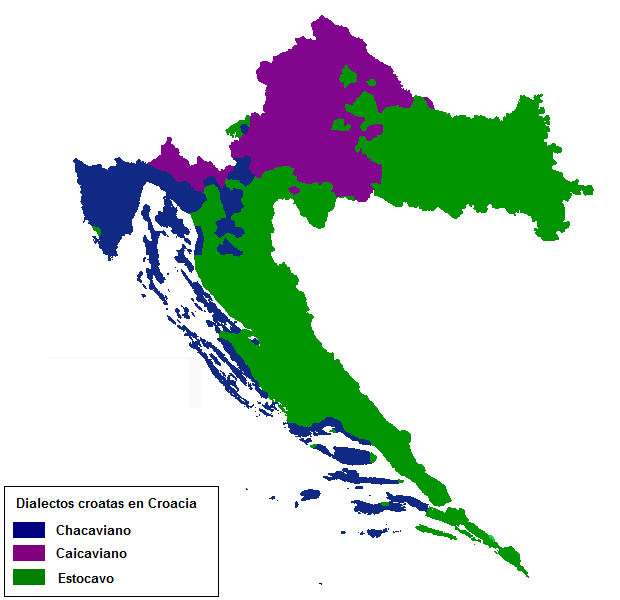
Mapa de Croacia con los diferentes dialectos hablados.

El idioma oficial y común es el croata, un idioma eslavo de la familia de las lenguas eslavas del sur, que utiliza el alfabeto latino. Prácticamente toda la población habla el croata, aunque también se habla serbio, italiano, húngaro y alemán entre las minorías.
Como en todos los pueblos eslavos, el correcto dominio de varias lenguas extranjeras es cosa común en la población croata. Esto obedece no sólo a una razón fonética propia del habla eslava, sino a que la pequeñez de la población y del territorio croata y el haber vivido siglos subsumidos por otras culturas e imperios hacían necesario el manejo de idiomas extranjeros. A modo de ejemplo, el uso del húngaro y alemán en la llanura eslavónica (donde está Zagreb, Varasdin y otras grandes ciudades) es tan común como en Istria y Dalmacia el uso del italiano. Por ello, muchos croatas saben hablar español sin acento, debido a las telenovelas, que se emiten en español con los subtítulos en croata. Por otro lado, el idioma croata se subdivide a su vez en tres dialectos: čakavski, štokavski y kajkavski. El čakavski es hablado en Istria, el golfo de Kvarner (Quarnero), el litoral de Dalmacia y en algunas regiones del centro de Croacia. El štokavski se habla principalmente en Dalmacia y Eslavonia, y por último, el kajkavski es hablado en el norte y noroeste de Croacia; siendo el primero el más elegante y hablado a su vez.
La lengua croata también se habla en Bosnia-Herzegovina, donde constituye constitucionalmente una de sus comunidades nacionales.
Contribuye al rescate y fortalecimiento del idioma, el hecho que la Fundación Croata para el Emigrante, o Matica, respalde escuelas y colegios croatas —públicos y privados— en muchos países de Suramérica, Norteamérica, Europa y Oceanía y, anualmente, destina profesores de idiomas, algunos de los cuales permanecen largos años en el exterior.

## Educación

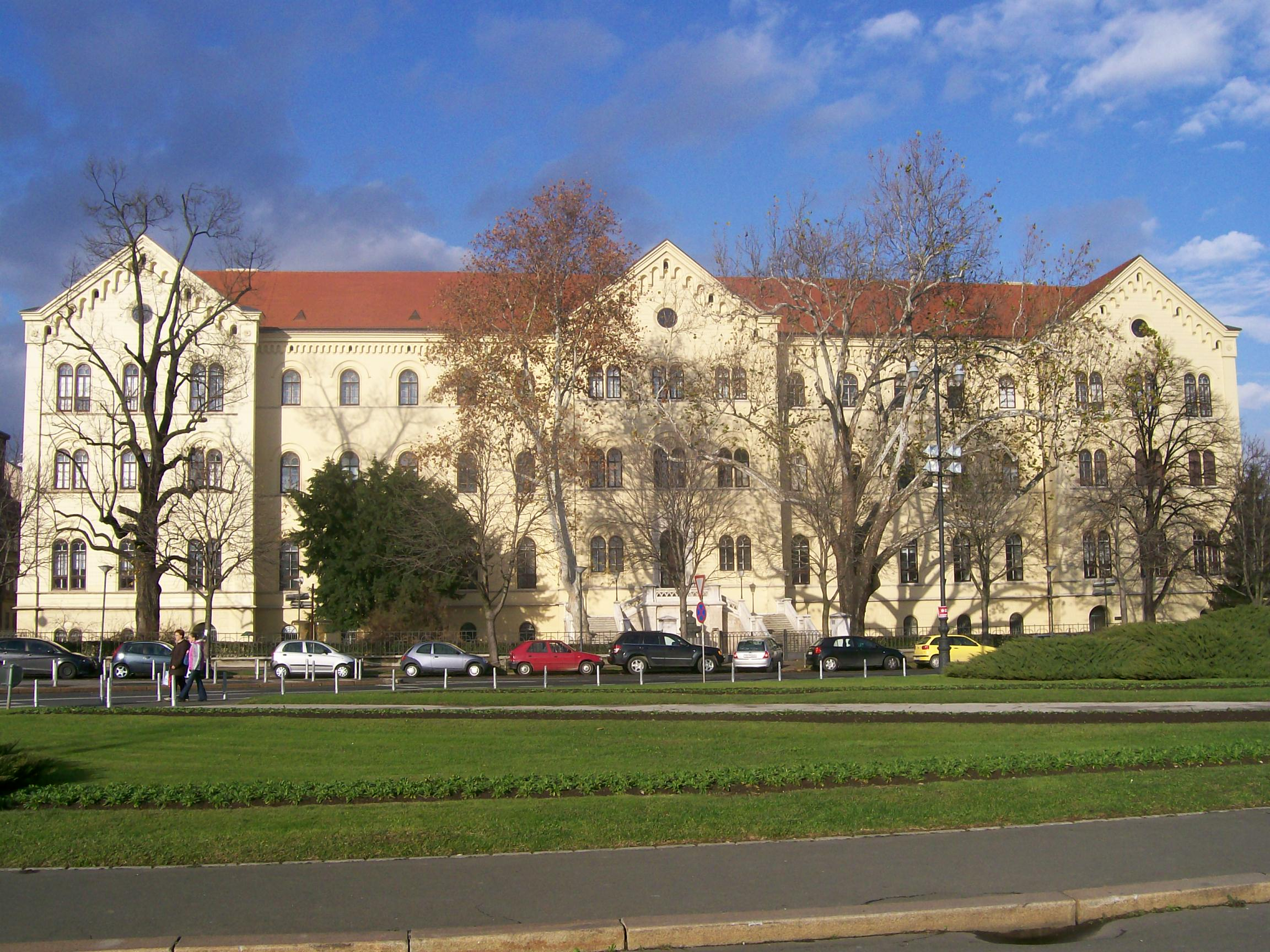
Universidad de Zagreb.

La educación primaria en Croacia comienza a la edad de seis o siete años y se compone de ocho grados. En el año 2007 se aprobó una ley para aumentar enseñanza libre pero no obligatoria hasta los dieciocho años de edad. La educación obligatoria consta de ocho categorías divididas entre escuela primaria y enseñanza secundaria que es proporcionada por los gimnasios y centros de formación profesional. 
Croacia cuenta con ocho universidades: la Universidad de Zagreb, la Universidad de Split, la Universidad de Rijeka, la Universidad de Osijek, la Universidad de Zadar, la Universidad de Dubrovnik, la Universidad de Pula, y la Dubrovnik International University. La Universidad de Zadar, es la primera universidad de Croacia, fue fundada en el año 1396 y permaneció activa hasta el año 1807, cuando otras instituciones de educación superior se hicieron cargo de la fundación de la nueva Universidad de Zadar en el año 2002. La Universidad de Zagreb, fundada en el año 1669, es la universidad más antigua en funcionamiento de todo el sureste de Europa. También hay instituciones politécnicas y de educación superior.

## Religión
La inmensa mayoría de los croatas pertenecen a la Iglesia católica (95%).

## Estadísticas Vitales

### Nacimientos y defunciones antes de la Primera Guerra Mundial
|                                                                      | Población estimada | Nacimientos | Defunciones | Cambio natural | Crude birth rate (per 1000) | Crude death rate (per 1000) | Natural change (per 1000) | Total fertility rates |
| -------------------------------------------------------------------- | ------------------ | ----------- | ----------- | -------------- | --------------------------- | --------------------------- | ------------------------- | --------------------- |
| 1900                                                                 | 2,375,000          | 97,000      | 65,000      | 32,000         | 40.7                        | 27.5                        | 13.2                      | 5.45                  |
| 1901                                                                 | 2,432,000          | 95,000      | 67,000      | 28,000         | 39.2                        | 27.4                        | 11.8                      | 5.41                  |
| 1902                                                                 | 2,431,000          | 101,000     | 67,000      | 34,000         | 41.5                        | 27.6                        | 13.9                      | 5.38                  |
| 1903                                                                 | 2,462,000          | 97,000      | 66,000      | 31,000         | 39.3                        | 26.9                        | 12.4                      | 5.34                  |
| 1904                                                                 | 2,477,000          | 99,000      | 65,000      | 34,000         | 40.0                        | 26.2                        | 13.8                      | 5.30                  |
| 1905                                                                 | 2,493,000          | 100,000     | 75,000      | 25,000         | 40.1                        | 30.1                        | 10.0                      | 5.26                  |
| 1906                                                                 | 2,515,000          | 100,000     | 66,000      | 34,000         | 39.7                        | 26.3                        | 13.4                      | 5.22                  |
| 1907                                                                 | 2,550,000          | 100,000     | 65,000      | 35,000         | 39.3                        | 25.4                        | 13.9                      | 5.18                  |
| 1908                                                                 | 2,560,000          | 100,000     | 70,000      | 30,000         | 39.2                        | 27.2                        | 12.0                      | 5.14                  |
| 1909                                                                 | 2,588,000          | 108,000     | 69,000      | 39,000         | 41.7                        | 26.7                        | 15.0                      | 5.10                  |
| 1910                                                                 | 2,616,000          | 99,000      | 65,000      | 34,000         | 37.9                        | 24.8                        | 13.1                      | 5.06                  |
| 1911                                                                 | 2,628,000          | 95,000      | 69,000      | 26,000         | 36.0                        | 26.4                        | 9.6                       | 5.02                  |
| 1912                                                                 | 2,654,000          | 101,000     | 67,000      | 34,000         | 38.1                        | 25.2                        | 12.9                      | 4.98                  |
| 1913                                                                 | 2,663,000          | 95,000      | 68,000      | 27,000         | 35.7                        | 25.5                        | 10.2                      | 4.94                  |
| 1914                                                                 | 2,675,000          | 98,000      | 66,000      | 32,000         | 36.6                        | 24.7                        | 11.9                      | 4.90                  |
| Source: Brian R. Mitchell, European historical statistics, 1750–1975 |                    |             |             |                |                             |                             |                           |                       |

### Nacimientos y defunciones después de la Segunda Guerra Mundial
Source: Croatian Bureau of Statistics
|                   | Población          | Nacimientos | Defunciones | Cambio natural | Crude birth rate (per 1000) | Crude death rate (per 1000) | Natural change (per 1000) | Total fertility rate | Female fertile population (15–49 years) |
| ----------------- | ------------------ | ----------- | ----------- | -------------- | --------------------------- | --------------------------- | ------------------------- | -------------------- | --------------------------------------- |
| 1950              | 3,850,991          | 95,174      | 47,292      | 47,882         | 24.7                        | 12.3                        | 12.4                      | 2.94                 | 1,091,313                               |
| 1951              | 3,881,986          | 87,181      | 49,804      | 37,377         | 22.5                        | 12.8                        | 9.6                       | 2.66                 | 1,091,156                               |
| 1952              | 3,912,983          | 91,225      | 43,512      | 47,713         | 23.3                        | 11.1                        | 12.2                      | 2.77                 | 1,090,994                               |
| 1953              | 3,945,997          | 90,200      | 46,662      | 43,538         | 22.9                        | 11.8                        | 11.0                      | 2.68                 | 1,090,834                               |
| 1954              | 3,978,125          | 89,309      | 41,071      | 48,238         | 22.5                        | 10.3                        | 12.1                      | 2.61                 | 1,097,788                               |
| 1955              | 4,013,015          | 88,657      | 42,035      | 46,622         | 22.1                        | 10.5                        | 11.6                      | 2.56                 | 1,104,740                               |
| 1956              | 4,039,992          | 86,171      | 43,772      | 42,399         | 21.3                        | 10.8                        | 10.5                      | 2.47                 | 1,111,693                               |
| 1957              | 4,067,005          | 81,414      | 40,261      | 41,153         | 20.0                        | 9.9                         | 10.1                      | 2.30                 | 1,113,448                               |
| 1958              | 4,088,987          | 77,771      | 37,980      | 39,791         | 19.0                        | 9.3                         | 9.7                       | 2.19                 | 1,115,826                               |
| 1959              | 4,114,979          | 78,233      | 40,688      | 37,545         | 19.0                        | 9.9                         | 9.1                       | 2.24                 | 1,093,146                               |
| 1960              | 4,140,181          | 76,156      | 41,361      | 34,795         | 18.4                        | 10.0                        | 8.4                       | 2.23                 | 1,079,109                               |
| 1961              | 4,167,292          | 74,190      | 37,796      | 36,394         | 17.8                        | 9.1                         | 8.7                       | 2.23                 | 1,065,072                               |
| 1962              | 4,196,712          | 72,267      | 42,134      | 30,133         | 17.2                        | 10.0                        | 7.2                       | 2.11                 | 1,083,743                               |
| 1963              | 4,225,675          | 69,878      | 38,597      | 31,281         | 16.5                        | 9.1                         | 7.4                       | 2.05                 | 1,088,767                               |
| 1964              | 4,252,876          | 68,873      | 43,013      | 25,860         | 16.2                        | 10.1                        | 6.1                       | 2.04                 | 1,095,023                               |
| 1965              | 4,280,923          | 71,186      | 39,936      | 31,250         | 16.6                        | 9.3                         | 7.3                       | 2.19                 | 1,096,232                               |
| 1966              | 4,310,701          | 71,325      | 37,941      | 33,384         | 16.5                        | 8.8                         | 7.7                       | 2.20                 | 1,113,169                               |
| 1967              | 4,338,683          | 67,103      | 41,381      | 25,722         | 15.5                        | 9.5                         | 5.9                       | 2.06                 | 1,138,279                               |
| 1968              | 4,365,628          | 65,431      | 43,720      | 21,711         | 15.0                        | 10.0                        | 5.0                       | 1.99                 | 1,141,548                               |
| 1969              | 4,391,490          | 63,635      | 46,844      | 16,791         | 14.5                        | 10.7                        | 3.8                       | 1.91                 | 1,170,146                               |
| 1970              | 4,412,252          | 61,103      | 44,148      | 16,955         | 13.8                        | 10.0                        | 3.8                       | 1.81                 | 1,173,533                               |
| 1971              | 4,431,275          | 64,890      | 44,878      | 20,012         | 14.6                        | 10.1                        | 4.5                       | 1.97                 | 1,174,488                               |
| 1972              | 4,450,564          | 66,035      | 47,881      | 18,154         | 14.8                        | 10.8                        | 4.1                       | 1.96                 | 1,176,673                               |
| 1973              | 4,470,161          | 67,389      | 45,680      | 21,709         | 15.1                        | 10.2                        | 4.9                       | 1.97                 | 1,170,468                               |
| 1974              | 4,490,660          | 67,251      | 44,950      | 22,301         | 15.0                        | 10.0                        | 5.0                       | 1.93                 | 1,164,291                               |
| 1975              | 4,512,082          | 67,016      | 45,640      | 21,376         | 14.9                        | 10.1                        | 4.7                       | 1.90                 | 1,177,334                               |
| 1976              | 4,535,934          | 67,054      | 45,074      | 21,980         | 14.8                        | 9.9                         | 4.8                       | 1.88                 | 1,177,247                               |
| 1977              | 4,559,571          | 68,035      | 45,156      | 22,879         | 14.9                        | 9.9                         | 5.0                       | 1.90                 | 1,165,123                               |
| 1978              | 4,581,085          | 68,704      | 48,715      | 19,989         | 15.0                        | 10.6                        | 4.4                       | 1.92                 | 1,170,862                               |
| 1979              | 4,594,778          | 69,229      | 48,426      | 20,803         | 15.1                        | 10.5                        | 4.5                       | 1.95                 | 1,166,817                               |
| 1980              | 4,599,782          | 68,220      | 50,100      | 18,120         | 14.8                        | 10.9                        | 3.9                       | 1.92                 | 1,162,773                               |
| 1981              | 4,611,509          | 67,455      | 51,420      | 16,035         | 14.6                        | 11.2                        | 3.5                       | 1.93                 | 1,152,704                               |
| 1982              | 4,634,234          | 66,737      | 50,770      | 15,967         | 14.4                        | 11.0                        | 3.4                       | 1.90                 | 1,130,858                               |
| 1983              | 4,658,254          | 65,599      | 55,147      | 10,452         | 14.1                        | 11.8                        | 2.2                       | 1.88                 | 1,139,362                               |
| 1984              | 4,680,285          | 64,888      | 54,169      | 10,719         | 13.9                        | 11.6                        | 2.3                       | 1.87                 | 1,131,152                               |
| 1985              | 4,701,417          | 62,665      | 52,067      | 10,598         | 13.3                        | 11.1                        | 2.3                       | 1.82                 | 1,117,142                               |
| 1986              | 4,721,446          | 60,226      | 51,740      | 8,486          | 12.8                        | 11.0                        | 1.8                       | 1.76                 | 1,161,753                               |
| 1987              | 4,739,745          | 59,209      | 53,080      | 6,129          | 12.5                        | 11.2                        | 1.3                       | 1.74                 | 1,102,815                               |
| 1988              | 4,755,207          | 58,525      | 52,686      | 5,839          | 12.3                        | 11.1                        | 1.2                       | 1.74                 | 1,125,627                               |
| 1989              | 4,767,260          | 55,651      | 52,569      | 3,082          | 11.7                        | 11.0                        | 0.6                       | 1.67                 | 1,169,437                               |
| 1990              | 4,777,368          | 55,409      | 52,192      | 3,217          | 11.6                        | 10.9                        | 0.7                       | 1.68                 | 1,134,934                               |
| 1991              | 4,733,938          | 51,829      | 54,832      | -3,003         | 10.9                        | 11.6                        | -0.6                      | 1.59                 | 1,125,917                               |
| 1992              | 4,690,509          | 46,970      | 51,800      | -4,830         | 10.0                        | 11.0                        | -1.0                      | 1.46                 | 1,116,900                               |
| 1993              | 4,647,079          | 48,535      | 50,846      | -2,311         | 10.4                        | 10.9                        | -0.5                      | 1.52                 | 1,107,883                               |
| 1994              | 4,603,649          | 48,584      | 49,482      | -898           | 10.6                        | 10.7                        | -0.2                      | 1.54                 | 1,098,867                               |
| 1995              | 4,560,220          | 50,182      | 50,536      | -354           | 11.0                        | 11.1                        | -0.1                      | 1.62                 | 1,089,849                               |
| 1996              | 4,516,790          | 53,811      | 50,636      | 3,175          | 11.9                        | 11.2                        | 0.7                       | 1.76                 | 1,080,833                               |
| 1997              | 4,473,361          | 55,501      | 51,964      | 3,537          | 12.4                        | 11.6                        | 0.8                       | 1.84                 | 1,071,815                               |
| 1998              | 4,429,931          | 47,068      | 52,311      | -5,243         | 10.6                        | 11.8                        | -1.2                      | 1.59                 | 1,062,799                               |
| 1999              | 4,386,501          | 45,179      | 51,953      | -6,774         | 10.3                        | 11.8                        | -1.5                      | 1.55                 | 1,053,782                               |
| 2000              | 4,343,072          | 43,746      | 50,246      | -6,500         | 10.1                        | 11.6                        | -1.5                      | 1.52                 | 1,044,765                               |
| 2001              | 4,299,642          | 40,993      | 49,552      | -8,559         | 9.5                         | 11.5                        | -2.0                      | 1.45                 | 1,035,748                               |
| 2002              | 4,302,174          | 40,094      | 50,569      | -10,475        | 9.3                         | 11.8                        | -2.4                      | 1.43                 | 1,033,822                               |
| 2003              | 4,303,399          | 39,668      | 52,575      | -12,907        | 9.2                         | 12.2                        | -3.0                      | 1.41                 | 1,029,271                               |
| 2004              | 4,304,600          | 40,307      | 49,756      | -9,449         | 9.4                         | 11.6                        | -2.2                      | 1.43                 | 1,025,538                               |
| 2005              | 4,310,145          | 42,492      | 51,790      | -9,298         | 9.9                         | 12.0                        | -2.2                      | 1.50                 | 1,019,358                               |
| 2006              | 4,311,159          | 41,446      | 50,378      | -8,932         | 9.6                         | 11.7                        | -2.1                      | 1.47                 | 1,012,512                               |
| 2007              | 4,310,217          | 41,910      | 52,367      | -10,457        | 9.7                         | 12.1                        | -2.4                      | 1.49                 | 1,005,073                               |
| 2008              | 4,309,705          | 43,753      | 52,151      | -8,398         | 10.2                        | 12.1                        | -1.9                      | 1.56                 | 998,329                                 |
| 2009              | 4,305,181          | 44,577      | 52,414      | -7,837         | 10.4                        | 12.2                        | -1.8                      | 1.59                 | 989,751                                 |
| 2010              | 4,295,427          | 43,361      | 52,096      | -8,735         | 10.1                        | 12.1                        | -2.0                      | 1.55                 | 979,563                                 |
| 2011              | 4,280,622          | 41,197      | 51,019      | -9,822         | 9.6                         | 11.9                        | -2.3                      | 1.48                 | 970,458                                 |
| 2012              | 4,267,558          | 41,771      | 51,710      | -9,939         | 9.8                         | 12.1                        | -2.3                      | 1.52                 | 962,279                                 |
| 2013              | 4,255,689          | 39,939      | 50,386      | -10,447        | 9.4                         | 11.8                        | -2.5                      | 1.46                 | 954,525                                 |
| 2014              | 4,238,389          | 39,566      | 50,839      | -11,273        | 9.3                         | 12.0                        | -2.7                      | 1.46                 | 945,333                                 |
| 2015              | 4,203,604          | 37,503      | 54,205      | -16,702        | 8.9                         | 12.9                        | -4.0                      | 1.41                 | 930,899                                 |
| 2016              | 4,174,349          | 37,537      | 51,542      | -14,005        | 9.0                         | 12.3                        | -3.4                      | 1.43                 | 915,591                                 |
| 2017              | 4,124,531          | 36,556      | 53,477      | -16,921        | 8.9                         | 13.0                        | -4.1                      | 1.42                 | 894,034                                 |
| 2018              | 4,087,843          | 36,945      | 52,706      | -15,761        | 9.0                         | 12.9                        | -3.9                      | 1.47                 | 875,747                                 |
| 2019              | 4,065,253          | 36,135      | 51,794      | -15,659        | 8.9                         | 12.7                        | -3.9                      | 1.47                 | 860,600                                 |
| 2020              |                    | 35,845      | 57,023      | -21,178        | 8.9                         | 14.1                        | -5.2                      |                      |                                         |
|                   | Average population | Live births | Deaths      | Natural change | Crude birth rate (per 1000) | Crude death rate (per 1000) | Natural change (per 1000) | Total fertility rate | Female fertile population (15–49 years) |
| Total 1950-2018   |                    | 4,137,689   | 3,326,426   | 811,263        | 947.5                       | 761.7                       | 185.8                     |                      |                                         |
| Average 1950-2018 | 4,366,933          | 59,967      | 48,209      | 11,757         | 13.7                        | 11.0                        | 2.7                       | 1.89                 | 1,083,314                               |

### Current vital statistics
| Period              | Live births   | Deaths           | Natural increase |
| ------------------- | ------------- | ---------------- | ---------------- |
| January - July 2020 | 20,463        | 30,704           | -10,241          |
| Enero - Julio 2021  | 20,669        | 35,946           | -15,277          |
| Diferencia          | +206 (+1.01%) | +5,242 (+17.07%) | -5,036           |